# دردار لبدي
دردار لبدي (الاسم العلمي: Ulmus tomentosa) هو نوع نباتي يتبع جنس الدردار من فصيلة الدردارية.